# موراي برينان
موراي برينان (بالإنجليزية: Murray Brennan)‏ هو جراح وباحث نيوزلندي، ولد في 2 أبريل 1940.